# ローガンエアー670A便不時着水事故
ローガンエアー670A便不時着水事故（ローガンエアー670Aびんふじちゃくすいじこ）は、2001年2月27日にスコットランドで発生した航空事故である。エディンバラ空港からベルファスト国際空港へ向かっていたローガンエアー670A便（ショート360-100）が離陸直後にエンジン故障に見舞われフォース湾に不時着水し、乗員2人全員が死亡した。

## 飛行の詳細

### 事故機

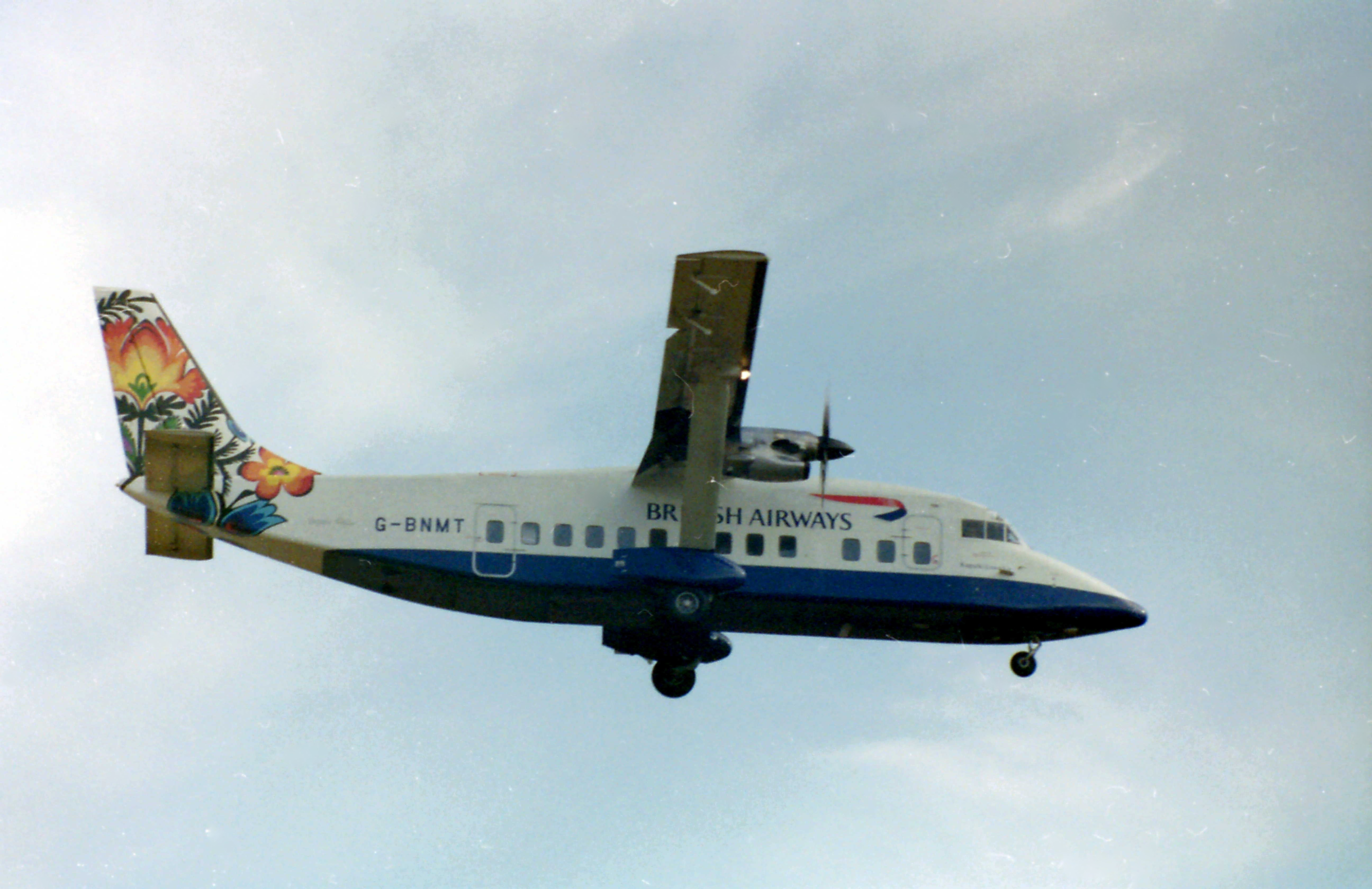
2000年8月に撮影された事故機

事故機のショート360-100（G-BNMT）は1987 年に製造された。2基のプラット・アンド・ホイットニー・カナダ PT6A-67Rを搭載していた。事故機は貨物機への改修工事を受けていたため座席は取り外されており、耐空証明書は2001年10月15日まで有効であった。 事故当日は1,360キログラム (2,998 lb)1,360 kg (3,000 lb) の航空燃料と、1,040キログラム (2,293 lb)の貨物を積載しており、離陸時の総重量は10,140キログラム (22,355 lb)であった。
事故機はローガンエアーとブリティッシュ・エアウェイズ間で結ばれたフランチャイズ契約に従って運航されており、塗装もブリティッシュ・エアウェイズのものとなっていた。

### 乗員
機長はサウス・エアシャーのエア出身の58歳の男性で、総飛行時間は13,569時間、ショート360では972時間の飛行経験があった。イギリス空軍出身で、退役後は北海でシコルスキー S-61やベル 214STへ乗務した。その後、ローガンエアーに入社し、1999年6月に飛行教官の資格を取得した。また機長は軽量飛行機での無動力不時着訓練の経験があった。
副操縦士はオックスフォードシャー出身の29歳男性で、総飛行時間は438時間、ショート360では72時間の飛行経験があった。2000年12月13日にローガンエアーへ入社し、2001年1月30日から乗務を開始した。
機長と副操縦士は当初、グラスゴー発の便に乗務する予定だったが悪天候のため欠航となり、他社便でエディンバラ空港へ移動し、670A便へ乗務することとなった。

## 事故の経緯
事故機はUTC0時03分にエディンバラ空港へ着陸した。当初の予定では0時40分発の便に割り当てられるはずだったが、悪天候によって空港が閉鎖され、離陸に数時間の遅延が生じる見込みとなった。
ローガンエアー670A便はロイヤルメールのチャーター便であった。15時03分、パイロットは管制官から許可を得てエンジンを始動しようとしたが、右エンジンの始動に失敗した。空港に居た電子機器担当の同社エンジニアがグラスゴーの保守担当者と通話しながらトラブルシューティングを行い、エンジンの始動に成功した。17時10分、670A便はタキシングを開始し、滑走路6からの離陸許可を要請した。

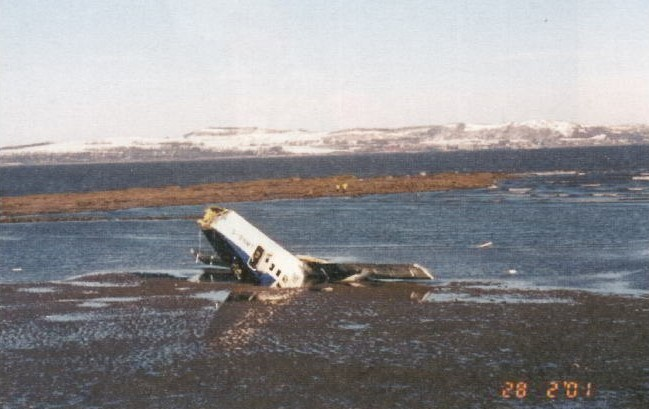
浅瀬に前のめりで突っ込んだ状態の事故機

離陸後、高度2,200フィート (670 m)付近で機長は防氷装置を起動するよう副操縦士に指示した。防氷装置を起動した4秒後、両エンジンの回転数が低下した。両エンジンが停止してから1秒以内に操縦桿が操作され、高度2,300フィート (700 m)から機体は降下し始めた。両エンジンが同時に故障したため、プロペラはフェザー状態にならなかった。機長は副操縦士に何をしたのか聞き、副操縦士は「何もしていない」と返答した。エンジン停止から15秒以内に機長は右旋回を開始し空港への引き返しを開始した。副操縦士は管制官に両エンジンが停止したことを伝え、緊急事態を宣言した。670A便は毎分2,800フィート (850 m)の降下率で降下を続け、速度は150ノット (280 km/h)から115ノット (213 km/h)まで低下した。管制官は左旋回で空港を目指すように指示した。しかし機長は空港への到達は不可能と判断し、不時着水のため海外線を目指しながら降下を続けた。副操縦士は管制官に不時着水を行うと伝えようとしたが、無線が届くことは無かった。エンジン喪失からおよそ1分後、670A便は速度86ノット (159 km/h)、6.8度機首を上げた状態でフォース湾の河口へ不時着水した。衝撃によって機首部分は海底に突き刺さり、45度の前傾姿勢で停止した。不時着水したのは沖合65m地点で、水深は6mほどだった。

## 事故調査
航空事故調査局（AAIB）が事故調査を行った。残骸の調査から両エンジンが停止した時点でエンジンに損傷などは無かったことが判明した。また、パイロットの誤操作などによってエンジンがシャットダウンされた可能性も否定された。

### 着雪の危険性
悪天候下での駐機中、吸気口にカバーを取り付けることが推奨されていたが、「分割乗務」または「夜間」の時にのみ適用されると解釈されていた。本来、除氷作業を行う前にカバーを取り付ける必要があったが、航空会社が用意をしていなかったため取り付けられることは無かった。また、マニュアルに反して除氷作業が繰り返し行われたことで、エンジンの吸気口に巻き上げられた雪が付着したとみられている。エンジンを始動すると付着した雪や泥が溶け、吸気口内部に入り込んだ。飛行前点検には吸気口内部の目視検査は含まれておらず、また内部を目視するには脚立などを用意する必要があった。エンジンを作動し続けると冷気が給気され続け、内部で再凍結が発生した。副操縦士が防氷装置を作動させるとエンジン内部のベーンが動作し、これによって再凍結した物体が移動、吸気が妨げられることで圧縮機がサージングを起こした。
副操縦士は防氷装置をほぼ同時に作動させたが、もし片側ずつ作動させていれば両エンジンを同時に喪失することは無かったと推測している。また、AAIBは雪や泥で覆われた滑走路から離陸する際のようにエンジン始動スイッチをオンにしていれば出力の喪失は一時的なものになった可能性を指摘している。
670A便の事故の8年前にも同種のエンジンを搭載した他機で着雪によるエンジントラブルがイギリス国内で発生していた。この事故は離陸滑走中に発生しており、聞き取り調査が行われていたが発生から時間が経っていたため正確な情報が共有されていなかった。事故の1ヶ月後にもデ・ハビランド・カナダ DHC-8でもエンジン吸気口に着雪が発生していた。

### 乗員の行動と生存可能性
事故機の飛行経路から陸地への不時着を行おうとした場合、機体は風上に向かって飛行することとなり、地形も急峻だった。また、エンジン喪失によってフラップを展開することも出来ない状況だった。AAIBは機長の行動について、その状況でできる限り最善の行動を取ったと評価している。その上で、事故当時は海が荒れており、このような状況下では機体を安全に不時着させることは困難であったと推測している。
救急隊が事故現場に到着したのは17時40分だった。ダイバーが残骸付近で活動を開始したのは20時11分頃で、コックピット上部の脱出ハッチと機体後部から機内に侵入した。当日の水温から、生存可能な時間は1時間未満であったことが分かった。さらに急激に浸水が発生した場合、生存可能な時間は大幅に低下するため、AAIBは浸水した機内から乗員が脱出できた可能性はほぼ無かったと結論づけた。
2000年1月に発生した不時着水事故では不時着前にパイロットが脱出ハッチを開けていたことで機体が浸水する前に乗員2人は脱出することに成功した。しかし、脱出ハッチの使用に関する訓練は通常行われておらず、事故機の乗員も経験は無かった上、この行動は手順に反するものだった。またAAIBは、水没後では脱出ハッチを開けることは非常に困難であったと結論づけている。

### 事故原因
降雪が発生する気象条件の中、エンジンの吸気口にカバーをしない状態で長時間駐機したため、吸気口内部に大量の雪や泥が侵入した。これらがタキシングから離陸までの過程で再凍結し、副操縦士が標準的な手順に沿って防氷装置を同時に作動させたことでエンジン内部のベーンが動き、再凍結した物質が移動したことで吸気経路が妨げられ、両エンジンが同時に停止した。機長は最善の行動を取ったが悪天候によって安全に不時着水させることが出来なかった。